# Copying Beethoven
Copying Beethoven (br O Segredo de Beethoven; pt Corrigindo Beethoven) é um filme dramático realizado pela polaca Agnieszka Holland que faz um relato ficcional do último ano de vida do compositor alemão Ludwig van Beethoven.

## Elenco
- Diane Kruger – Anna Holtz
- Ed Harris – Ludwig van Beethoven
- Matthew Goode – Martin Bauer
- Phyllida Law – Mother Canisius
- Ralph Riach – Wenzel Schlemmer
- Joe Anderson – Karl van Beethoven